# E-Prix di Hong Kong 2019
L'E-Prix di Hong Kong 2019 è stato il quinto appuntamento del Campionato di Formula E 2018-2019 e il cinquantesimo evento automobilistico valevole per il campionato di Formula E. La gara è stata vinta da Edoardo Mortara.

## Risultati
Durante le qualifiche, disputate su pista bagnata, la pole viene ottenuta da Stoffel Vandoorne con la HWA Racelab; per il pilota belga e per la sua squadra si tratta della prima pole in Formula E. La gara, disputata in condizioni di tracciato miste, con la pista in via di asciugatura, viene vinta da Sam Bird con il team Virgin Racing; tuttavia nel giro conclusivo il pilota inglese nel tentativo di sopravanzare André Lotterer, che si trovava in prima posizione colpisce con il muso la ruota posteriore destra del tedesco, che subisce una foratura e scende in 14ª posizione. A seguito di ciò, Bird viene penalizzato con cinque secondi aggiuntivi sul tempo finale, retrocedendo al sesto posto e consegnando la vittoria a Edoardo Mortara, secondo sul traguardo.

### Qualifiche
| Pos. | N. | Pilota                 | Squadra                   | Qualifica | Gap    | SuperPole | Gap    | Griglia |
| ---- | -- | ---------------------- | ------------------------- | --------- | ------ | --------- | ------ | ------- |
| 1    | 4  | Stoffel Vandoorne      | HWA Racelab               | 1:11:592  | -      | 1:11:580  | -      | 1       |
| 2    | 22 | Oliver Rowland         | Nissan e.Dams             | 1:12.140  | +0.548 | 1:11.903  | +0.323 | 2       |
| 3    | 48 | Edoardo Mortara        | Venturi Grand Prix        | 1:12.156  | +0.564 | 1:12.310  | +0.730 | 6       |
| 4    | 36 | André Lotterer         | DS Techeetah              | 1:12.204  | +0.612 | 1:12.868  | +1.288 | 3       |
| 5    | 17 | Gary Paffett           | HWA Racelab               | 1:12.093  | +0.501 | 1:13.033  | +1.453 | 4       |
| 6    | 11 | Lucas Di Grassi        | Audi Sport ABT Schaeffler | 1:12.321  | +0.729 | 1:14.177  | +2.597 | 5       |
| 7    | 2  | Sam Bird               | Envision Virgin Racing    | 1:12.529  | +0.937 |           |        | 7       |
| 8    | 23 | Sébastien Buemi        | Nissan e.Dams             | 1:12.529  | +0.937 |           |        | 8       |
| 9    | 19 | Felipe Massa           | Venturi Grand Prix        | 1:12.570  | +0.978 |           |        | 9       |
| 10   | 4  | Robin Frijns           | Envision Virgin Racing    | 1:12.600  | +1.008 |           |        | 10      |
| 11   | 8  | Tom Dillmann           | NIO Formula E Team        | 1:12.839  | +1.247 |           |        | 11      |
| 12   | 66 | Daniel Abt             | Audi Sport ABT Schaeffler | 1:12.850  | +1.258 |           |        | 12      |
| 13   | 27 | Alexander Sims         | BMW i Andretti Motorsport | 1:12.861  | +1.269 |           |        | 13      |
| 14   | 7  | José María López       | Geox Dragon Racing        | 1:13.073  | +1.481 |           |        | 14      |
| 15   | 3  | Nelson Piquet Jr.      | Panasonic Jaguar Racing   | 1:13.421  | +1.829 |           |        | 15      |
| 16   | 6  | Felipe Nasr            | Geox Dragon Racing        | 1:13.885  | +2.293 |           |        | 16      |
| 17   | 20 | Mitch Evans            | Panasonic Jaguar Racing   | 1:13.920  | +2.328 |           |        | 17      |
| 18   | 25 | Jean-Éric Vergne       | DS Techeetah              | 1:13.927  | +2.335 |           |        | 18      |
| 19   | 16 | Oliver Turvey          | NIO Formula E Team        | 1:14.133  | +2.541 |           |        | 19      |
| 20   | 28 | António Félix da Costa | BMW i Andretti Motorsport | 1:14.384  | +2.792 |           |        | 20      |
| 21   | 94 | Pascal Wehrlein        | Mahindra Racing           | 1:14.830  | +3.238 |           |        | 21      |
| 22   | 64 | Jérôme d'Ambrosio      | Mahindra Racing           | 1:15.347  | +3.755 |           |        | 22      |

### Gara
| Pos.   | N. | Pilota                 | Squadra                   | Giri | Tempo/Ritiro | Griglia | Punti |
| ------ | -- | ---------------------- | ------------------------- | ---- | ------------ | ------- | ----- |
| 1      | 48 | Edoardo Mortara        | Venturi Formula E Team    | 36   | 59:36.119    | 6       | 25    |
| 2      | 11 | Lucas Di Grassi        | Audi Sport ABT Schaeffler | 36   | +0.988       | 5       | 18    |
| 3      | 4  | Robin Frijns           | Envision Virgin Racing    | 36   | +1.536       | 10      | 15    |
| 4      | 66 | Daniel Abt             | Audi Sport ABT Schaeffler | 36   | +1.985       | 12      | 12    |
| 5      | 19 | Felipe Massa           | Venturi Formula E Team    | 36   | +3.258       | 9       | 10    |
| 6      | 2  | Sam Bird               | Envision Virgin Racing    | 36   | +3.306       | 7       | 9     |
| 7      | 20 | Mitch Evans            | Panasonic Jaguar Racing   | 36   | +4.017       | 17      | 6     |
| 8      | 17 | Gary Paffett           | HWA Racelab               | 36   | +4.368       | 4       | 4     |
| 9      | 16 | Oliver Turvey          | NIO Formula E Team        | 36   | +5.624       | 19      | 2     |
| 10     | 28 | António Félix da Costa | BMW i Andretti Motorsport | 36   | +6.492       | 20      | 1     |
| 11     | 7  | José María López       | GEOX Dragon               | 36   | +7.218       | 14      |       |
| 12     | 8  | Tom Dillmann           | NIO Formula E Team        | 36   | +7.825       | 11      |       |
| 13     | 25 | Jean-Éric Vergne       | DS Techeetah              | 36   | +16.604      | 18      |       |
| 14     | 36 | André Lotterer         | DS Techeetah              | 36   | +24.270      | 3       |       |
| Rit    | 22 | Oliver Rowland         | Nissan e.DAMS             | 29   | Incidente    | 2       |       |
| Rit    | 5  | Stoffel Vandoorne      | HWA Racelab               | 20   | Elettrico    | 1       | 3     |
| Rit    | 23 | Sébastien Buemi        | Nissan e.DAMS             | 19   | Incidente    | 8       |       |
| Rit    | 27 | Alexander Sims         | BMW i Andretti Motorsport | 16   | Incidente    | 13      |       |
| Rit    | 6  | Felipe Nasr            | GEOX Dragon               | 1    | Incidente    | 16      |       |
| Rit    | 94 | Pascal Wehrlein        | Mahindra Racing           | 1    | Incidente    | 21      |       |
| Rit    | 64 | Jérôme d'Ambrosio      | Mahindra Racing           | 1    | Incidente    | 22      |       |
| Rit    | 3  | Nelson Piquet Jr.      | Panasonic Jaguar Racing   | 0    | Sospensione  | 15      |       |
| Fonte: |    |                        |                           |      |              |         |       |

## Classifiche
Classifica Piloti
| +/– | Pos | Pilota                 | Punti   |
| --- | --- | ---------------------- | ------- |
| 2   | 1   | Sam Bird               | 54      |
| 1   | 2   | Jérôme d'Ambrosio      | 53 (-1) |
| 1   | 3   | Lucas Di Grassi        | 52 (–2) |
| 6   | 4   | Edoardo Mortara        | 52 (-2) |
| 3   | 5   | António Félix da Costa | 47 (-7) |

Classifica Squadre
| +/– | Pos | Squadra                   | Punti    |
| --- | --- | ------------------------- | -------- |
| 1   | 1   | Envision Virgin Racing    | 97       |
| 3   | 2   | Audi Sport ABT Schaeffler | 86 (–11) |
| 2   | 3   | Mahindra Racing           | 83 (-14) |
| 2   | 4   | Venturi Formula E Team    | 66 (–31) |
| 2   | 5   | BMW i Andretti Motorsport | 65 (–32) |

## Altre gare
- E-Prix di Hong Kong 2017
- E-Prix di Città del Messico 2019
- E-Prix di Sanya 2019